# Taken by Force
Taken by Force (с англ. — «Взятый силой») — пятый студийный альбом немецкой хард-рок-группы Scorpions, вышедший 4 декабря 1977 года на лейбле RCA Records.

## Создание альбома
Накануне записи альбома Taken by Force барабанщик Руди Леннерс ушёл из-за проблем со здоровьем. Scorpions отправились в Великобританию, чтобы найти ему замену, где встретили немца Германа Раребелла, который был постоянным клиентом легендарного лондонского бара The Speakeasy Club. Раребелл уехал из Германии в Великобританию, когда ему исполнился 21 год, чтобы получить работу студийного барабанщика. В Лондоне он встретил гитариста Михаэля Шенкера, который предложил ему сходить на прослушивание в группу своего брата Рудольфа, и Раребелл вскоре был принят в группу, вместе с которой отправился обратно в Германию. Барабанщик хорошо владел английским языком и сразу же включился в процесс сочинения песен, написав текст песни «He’s A Woman—She’s A Man» (основанный на реальном жизненном опыте в парижском квартале «красных фонарей») для своего первого альбома Scorpions Taken By Force. Песня «He’s a Woman—She’s a Man» была выпущена как первый сингл с альбома. Как пишет портал Classic Rock History, эта песня бьёт прямо с первых ярких вступительных аккордов, и отмечает заметное влияние атмосферы Deep Purple.
Музыкальный критик Мартин Попофф считает открывающую альбом песню  «Steamrock Fever» своего рода связующим мостиком между эпохой Ульриха Рота и эпохой Маттиаса Ябса. По мнению критика, «Steamrock Fever» с одной из самых тевтонских аккордовых мелодий в репертуаре группы — это «настоящий каток раннего метала». Когда приходит время припева, всё становится по-американски радостным и весёлым.
Текст второй песни альбома «We’ll Burn the Sky» — это стихотворение Моники Даннеманн, девушки Джими Хендрикса, написанное ею в его честь вскоре после его смерти (впоследствии Моника стала женой Ули Джона Рота). По словам автора музыки Рудольфа Шенкера, песня построена на смене ритмических ощущений — в то время как куплеты очень медленные и тихие, припев звучит очень быстро и громко.
Самая заводная песня на альбоме, по мнению обозревателя Goldmine Magazine, — «I’ve Got to Be Free», написаная Ульрихом Ротом. В ней есть редкая чистая гитара, и она даже фанковая, а сам номер «I’ve Got to Be Free» журналист считает лучшей аранжировкой в альбоме.
Настоящий шедевр альбома — композиция «The Sails Of Charon», так же написанная Ульрихом Ротом. По словам музыканта, мелодия песни была вдохновлена стилем фламенко и творчеством гитариста Манитаса де Плата. Некоторые критики отмечают, что Ульрих Рот очень искусно вставил цитату композиции «Караван» Дюка Эллингтона в середину гитарного соло «The Sails of Charon». В 2019 году соло из этой композиции вошло в сотню «Лучших гитарных соло рока» по версии журнала Classic Rock. Журнал Guitar World считает, что «The Sails of Charon» по праву заняла место среди весьма влиятельных классических произведений в стиле шред, благодаря гитаристам, которые открыли её для себя за прошедшие годы.
Работая над этой пластинкой, квинтет преодолел своеобразный психологический барьер. Выбор был сделан в пользу бескомпромиссного хеви-метала в духе «Steamrock Fever». Традиционная баллада «Born To Touch Your Feelings» интересна гитарной аранжировкой темы; впервые она была сыграна вживую на концерте «MTV Unplugged» в Афинах в 2013 году.

## Критика
Журнал Classic Rock, отмечая в своём обзоре наметившийся спад в творчестве группы, выделяет несколько сильных моментов альбома: гипнотический трек «We’ll Burn The Sky», композицию Ульриха Рота «The Sails Of Charon» и многозначительный номер «He’s A Woman, She’s A Man», которые были в одном ряду с лучшими работами группы в эту эпоху.
Онлайн-издания Ultimate Classic Rock, положительно оценивший альбом, пишет: «Даже шокирующий звук отбойного молотка, слышимый в первой песне „Steamrock Fever“, не может испортить один из самых захватывающих альбомов Scorpions. Taken by Force противопоставляет стремительный гендерный микс „He’s a Woman — She’s a Man“ непревзойденному величию „We’ll Burn the Sky“, восхваляет недавно ушедшего из жизни Элвиса Пресли в „The Riot of Your Time“ и демонстрирует гениальность Ули Джона Рота в „Sails of Charon“».

## Детали переиздания
В 2015 году альбом был ремастирован и дополнен в рамках серии юбилейных переизданий 50th Anniversary.

## Участники записи
- Клаус Майне — вокал
- Ульрих Рот — соло-гитара
- Рудольф Шенкер — ритм-гитара
- Фрэнсис Бухгольц — бас-гитара
- Герман Раребелл — ударные

## Список композиций
| №  | Название                | Автор(ы)         | Длительность |
| -- | ----------------------- | ---------------- | ------------ |
| 1. | «Steamrock Fever»       | Шенкер/Майне     | 3:37         |
| 2. | «We’ll Burn the Sky»    | Шенкер/Даннеманн | 6:26         |
| 3. | «I’ve Got to Be Free»   | Рот              | 4:00         |
| 4. | «The Riot of Your Time» | Шенкер/Майне     | 4:09         |

| №  | Название                      | Автор(ы)              | Длительность |
| -- | ----------------------------- | --------------------- | ------------ |
| 5. | «The Sails of Charon»         | Рот                   | 4:23         |
| 6. | «Your Light»                  | Рот                   | 4:31         |
| 7. | «He’s a Woman — She’s a Man»  | Шенкер/Майне/Раребелл | 3:15         |
| 8. | «Born to Touch Your Feelings» | Шенкер/Майне          | 7:40         |

| №   | Название                                         | Автор(ы)     | Длительность |
| --- | ------------------------------------------------ | ------------ | ------------ |
| 9.  | «Suspender Love»                                 | Шенкер/Майне | 3:20         |
| 10. | «Polar Nights» (концертная версия с Tokyo Tapes) | Рот          | 6:56         |

## Кавер-версии
- Американская трэш-метал группа Evildead исполнила кавер на песню «He's A Woman / She's A Man» в альбоме «The Underworld» 1991 года.
- Американская трэш-метал группа Testament исполнила кавер на песню «Sails Of Charon» на сингле «Dog Faced Gods» 1994 года.
- Немецкая пауэр-метал группа Helloween исполнила кавер на песню «He's A Woman / She's A Man» в альбоме кавер-версий "Metal Jukebox" 1999 года.